# 隆宾尼拳场

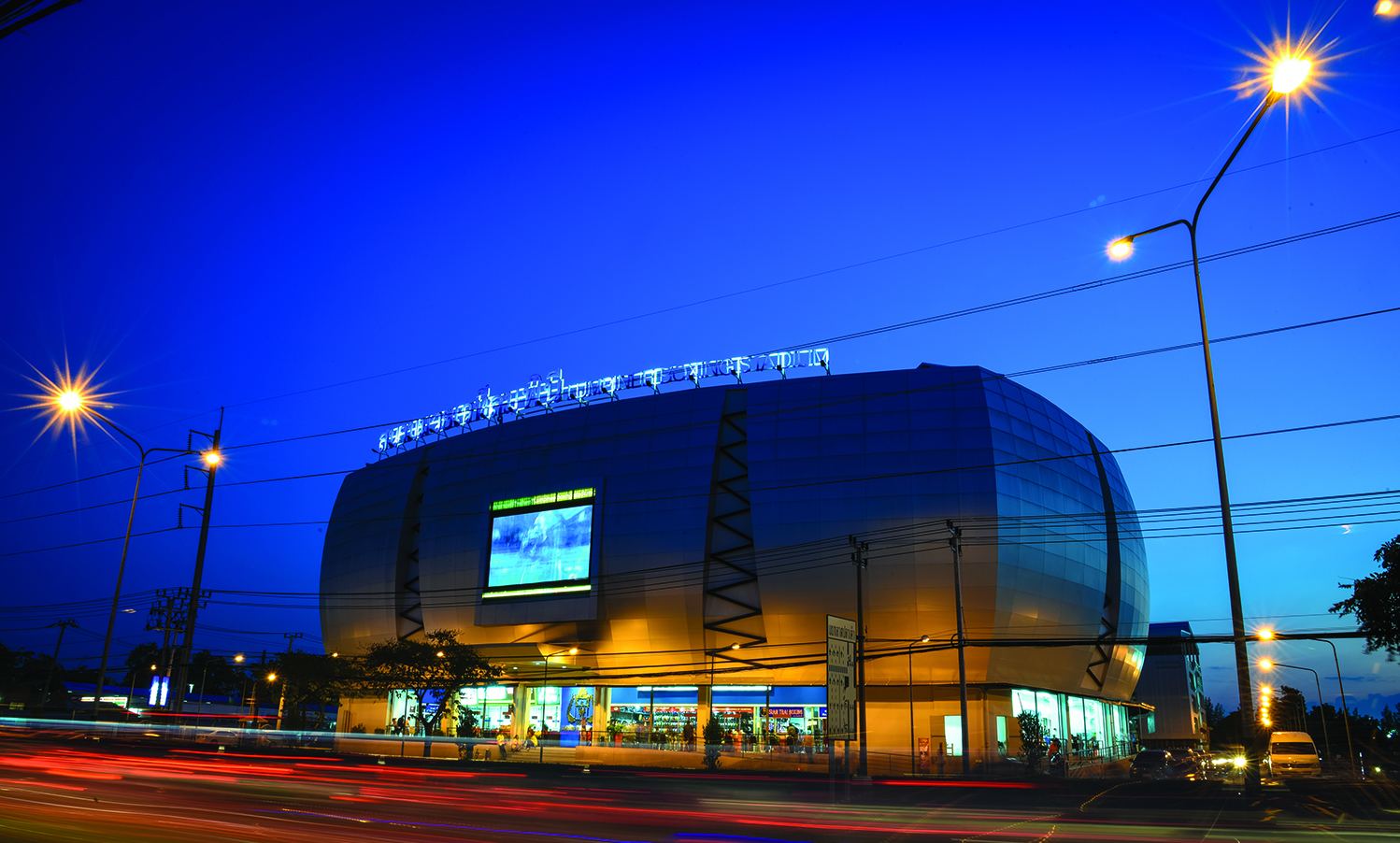

隆宾尼拳场位於曼谷隆宾尼公园，是泰国最高层次的拳击训练中心，由泰国皇家陆军运营，是泰拳最著名的场馆之一。